# 足利市歌
「足利市歌」（あしかがしか）は、栃木県足利市がかつて制定していた市歌である。作詞・尾上柴舟、作曲・平岡均之。本稿では代替わり後の現在の市歌である「われらのまちに」（作詞・清水次郎、作曲・八洲秀章）についても解説する。

## 解説

### 市歌制定
1921年に県内2番目の市として成立した足利市が、1934年11月16日に昭和天皇の行幸(陸軍特別大演習)が叶ったことを記念し、同時に愛市精神を昂揚、自治の振興に資し、郷土の繁栄に寄与するためとして市旗と同時に翌1935年7月に足利市役所から県内居住者を対象に公募された。審査は足利市実業学校校長、足利高等女学校・足利中学校教諭の3名により行われている。112編の応募があったが当選作がなかったため、東京女子高等師範学校教授で文学博士の尾上柴舟に作詞が委嘱された。また作曲は元相生尋常小学校教諭で、在職時に「昭和御大典奉祝歌」で一等当選していた東京市牛込区の早稲田鶴牧尋常小学校訓導、平岡均之に委嘱された。尾上は歌詞制作のため9月29日に夫人とともに「来足」している。こうして行幸から1周年にあたる1935年11月16日に足利市歌が市旗とともに制定された。歌詞中には「足利学校」「両崖山」「渡良瀬川」があるほか、3番にそれぞれ「行幸記念」を色濃く反映して「御立の岡」として行幸のあった水道山と、同時に公募されていた「市の旗」への言及がある。

### 愛唱歌制定
市制施行50周年を迎えた1971年、日本各地で起こった公害問題の影響で2番の「煤煙」が問題視されるなどの議論が起こり、60周年の1981年には「歌詞の一部が時代にそぐわない」として「市民に親しまれる歌の検討専門委員会」が設置された。このとき市歌は存続となったものの、並立する形で市民に親しまれる歌として市民から作詞の公募を行い、約115編の応募から清水次郎の作品が選ばれ、作曲は八洲秀章に依頼して市民愛唱歌として「われらのまちに」を1957年11月14日に制定した。

### 代替わり
上記のように市民の間では以前から市歌に関する改廃議論があったが、2005年には大豆生田実が市歌見直しを主張しており、2009年に市長へ初当選を果たした後、2011年の「足利市制施行90周年記念事業実行委員会」で同市長も含めた会議の結果、「市民愛唱歌を市歌とする」ことが決定し、同年4月1日を以て入れ替わり状態となった。2024年から新市歌の録音CDを市役所で販売しているほか、新旧両市歌の歌詞と音源をホームページ上で閲覧・試聴可能だが、旧市歌のうち「御立の岡」や「市の旗」を含む3番は書かれておらず、歌唱音源にも含まれていない。

## 歌碑
足利市役所庁舎正面玄関脇に旧市歌の歌碑がある。